# 絨長鰭蝠魚
絨長鰭蝠魚，為輻鰭魚綱鮟鱇目棘茄魚亞目棘茄魚科的其中一種，分布於東南太平洋的秘魯智利海槽，屬深海底棲性魚類，棲息深度450-525公尺，體長可達9.9公分，棲息在底層水域，生活習性不明。

## 扩展阅读
維基物種上的相關：絨長鰭蝠魚